# Kanabichromen

Kanabichromen (CBC)

Kanabichromen (anglicky cannabichromene; CBC) je látka patřící mezi kanabinoidy, tj. látky vyskytující se v rostlině konopí. CBC je vedle THC a CBD v konopí jedním z nejvíce zastoupených kanabinoidů. Vědecké výzkumy zaměřené na CBC ukazují, že tento nepsychoaktivní kanabinoid má výrazné antibakteriální, protizánětlivé a analgetické účinky, pomáhá při depresích, stimuluje růst mozkových buněk (neurogeneze) a má kladný efekt při prevenci a léčbě snížené pohyblivosti střev.